# Arteria thoracica interna
Die Arteria thoracica interna („innere Brustkorbarterie“) ist einer der Äste der Arteria subclavia. Sie entspringt kranial des Herzens und zieht dann in der Brusthöhle nach kaudal, wobei sie dem Brustbein eng benachbart ist.

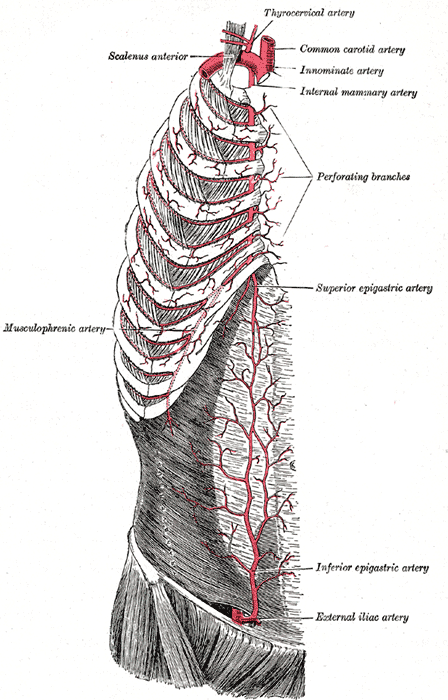
Arterien der vorderen Rumpfwand

## Nomenklatur
Wenn auch nicht der Pariser Nomenklatur entsprechend, so wird die Arteria thoracica interna gelegentlich auch Arteria mammaria interna genannt. Im Krankenhaus-Jargon wird dann auch die aus der englischen Nomenklatur (internal mammary artery) die Abkürzung IMA verwendet, insbesondere im Bereich der Bypass-Chirurgie. Entsprechend werden left internal mammary artery (LIMA) und right internal mammary artery (RIMA) verwendet.

## Anatomie
Aus dem Anfangsteil der Arteria thoracica interna entspringt die Arteria pericardiacophrenica. In jedem Zwischenrippenraum gehen die Arteriae intercostales anteriores ab (bei Tieren als Arteriae intercostales ventrales bezeichnet), die im jeweiligen Zwischenrippenraum rückenwärts ziehen und die dortige Muskulatur versorgen. Über Rami mammari medialies, die entweder direkt aus der Arteria thoracica interna entspringen, oder aus den von ihr abgegebenen Arteriae intercostales anteriores, wird der mediale Teil der Brustdrüse versorgt. Über mehrere kleine Äste versorgt sie außerdem auch den Thymus (Rami thymici), die Luftröhre (Rami bronchiales), das vordere Mediastinum (Rami mediastinalis), den Musculus pectoralis major (Rami pectorales) und das Brustbein (Rami sternales). 
Etwa in der Mitte des Brustkorbs (im 6. ICR) teilt sich die Arteria thoracica interna in die Arteria musculophrenica, die das Zwerchfell versorgt, und die Arteria epigastrica superior (bei Tieren Arteria epigastrica cranialis).  Die Arteria epigastrica superior durchbohrt die Brustwand und verläuft dann in der Rektusscheide nach kaudal. Sie versorgt die Bauchwand und anastomosiert mit der Arteria epigastrica inferior, die von der Arteria iliaca externa abgeht.